# Fenntarthatóság

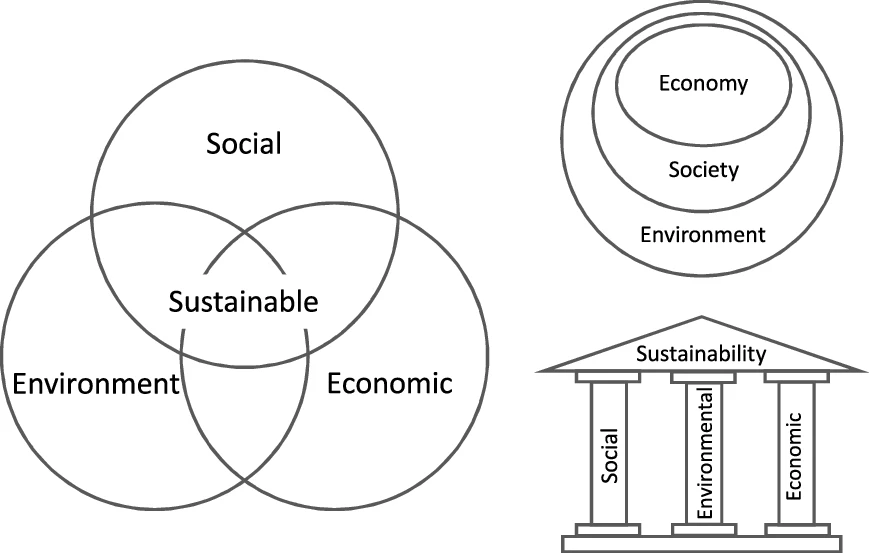
Vizuális ábrázolása a fenntarthatóságnak és annak három dimenziójának: a bal oldali kép három metsző kört mutat. A jobb felső sarokban egy beágyazott megközelítés látható. A jobb alsó sarokban pedig három oszlop (pillér) jelenik meg. Az egymásba ágyazott ellipsziseket ábrázoló sematikus rajz hangsúlyozza a dimenziók hierarchiáját, azzal, hogy a környezetet helyezi az alapként a másik kettő alá.

A fenntarthatóság egy társadalmi cél, amelynek lényege, hogy az emberek hosszú távon együtt tudjanak élni a Földön. Ennek a fogalomnak a meghatározása vitatott, és az irodalomtól, a kontextustól és az időszaktól függően változott. A fenntarthatóságnak általában három dimenziója (vagy pillére) van: környezeti, gazdasági és társadalmi. Sok meghatározás a környezeti dimenziót helyezi előtérbe. Ez magában foglalhatja olyan kulcsfontosságú környezeti problémák kezelését, mint az éghajlatváltozás és a biológiai sokféleség csökkenése. A fenntarthatóság gondolata iránymutatást adhat a döntéshozatalhoz globális, nemzeti, szervezeti és egyéni szinten is. Egy kapcsolódó fogalom a fenntartható fejlődés, és a két kifejezést gyakran szinonimaként használják. Az UNESCO így különbözteti meg őket: „A fenntarthatóságot gyakran hosszú távú célként értelmezik (azaz egy fenntarthatóbb világ elérését), míg a fenntartható fejlődés az ehhez vezető folyamatokat és utakat jelenti.”
A fenntarthatóság gazdasági dimenziója körüli részletek vitatottak. A tudósok ezt a gyenge és erős fenntarthatóság fogalmai mentén tárgyalják. Például mindig feszültség lesz a „jólét és jól-lét mindenki számára” és a környezetvédelem eszméje között, ezért kompromisszumokra van szükség. Kívánatos lenne olyan megoldásokat találni, amelyek elválasztják a gazdasági növekedést a környezet károsításától. Ez azt jelenti, hogy egységnyi kibocsátásra kevesebb erőforrást használunk fel, miközben a gazdaság tovább növekszik. Ez a szétválasztás csökkenti a gazdasági növekedés környezeti hatásait, például a szennyezést. Ennek megvalósítása azonban nehéz. Egyes szakértők szerint nincs bizonyíték arra, hogy ez a szétválasztás a szükséges mértékben megtörténne.
A fenntarthatóság mérése kihívást jelent, mivel a fogalom összetett, kontextusfüggő és dinamikus. Különféle mutatókat fejlesztettek ki a környezet, a társadalom és a gazdaság területeinek lefedésére, de a fenntarthatósági mutatókra nincs egységes, rögzített meghatározás. A mérési rendszerek folyamatosan fejlődnek, és különféle mutatókat, viszonyítási alapokat (benchmarkokat) és auditokat foglalnak magukba. Ide tartoznak a fenntarthatósági szabványok és tanúsítási rendszerek, mint például a Fairtrade és az ökológiai (bio) minősítés. Emellett szerepet kapnak különféle indexek és számviteli rendszerek is, például a vállalati fenntarthatósági jelentések és a „Triple Bottom Line” (három pilléren alapuló) számvitel.
A fenntarthatósági átmenet vagy fenntarthatósági átalakulás eléréséhez számos akadályt kell leküzdeni. Egyes akadályok a természetből és annak összetettségéből fakadnak, míg mások a fenntarthatóság fogalmán kívül eső tényezőkből erednek. Például ezek az akadályok származhatnak az adott országokban uralkodó intézményi keretrendszerekből is.
A fenntarthatóság globális problémáit nehéz kezelni, mivel globális megoldásokat igényelnek. A meglévő globális szervezetek, mint az ENSZ és a WTO, gyakran hatékonynak ítélhetők a globális szabályozások érvényesítésében. Ennek egyik oka a megfelelő szankcionálási mechanizmusok hiánya. A kormányok nem az egyetlen forrásai a fenntarthatósággal kapcsolatos intézkedéseknek. Például az üzleti csoportok megpróbálták ötvözni az ökológiai kérdéseket a gazdasági tevékenységgel, fenntartható üzletet keresve. Vallási vezetők is hangsúlyozták a természet és a környezeti stabilitás iránti gondoskodás szükségességét. Az egyének is élhetnek fenntarthatóbb módon.
Sokan kritikát fogalmaztak meg a fenntarthatóság fogalmával kapcsolatban. Az egyik kritika az, hogy a fogalom homályos és csupán egy divatos kifejezés. Egy másik érv, hogy a fenntarthatóság talán egy elérhetetlen cél. Egyes szakértők arra hívták fel a figyelmet, hogy „egyik ország sem képes úgy kielégíteni polgárai szükségleteit, hogy ne lépnék át a biológiai és fizikai bolygói határokat.
 Az országok olyan rendszereket alakíthatnának ki a fenntartható fejlődés elérésére tett előrehaladás nyomon követésére és értékelésére, amelyek olyan mutatókat alkalmaznak, amelyek mérik a változásokat a gazdasági, társadalmi és környezeti dimenziókban.

## Definíciók

### Jelenlegi használat
A fenntarthatóságot "normatív fogalomként" tekintik. Ez azt jelenti, hogy olyan alapokon nyugszik, amit az emberek értékelnek vagy kívánatosnak tartanak: „A fenntarthatóság keresése magában foglalja annak összekapcsolását, amit tudományos kutatás révén ismerünk, azokkal az alkalmazásokkal, amelyek az emberek jövőbeli vágyait szolgálják.”
Az 1983-as ENSZ Környezetvédelmi és Fejlesztési Bizottság (Brundtland Bizottság) nagy hatással volt a fenntarthatóság kifejezésének mai használatára. A bizottság 1987-es Brundtland Jelentése adta meg a fenntartható fejlődés definícióját. A jelentés, Our Common Future (Közös Jövőnk) úgy határozza meg a fenntartható fejlődést, mint olyan fejlődést, amely „megfelel a jelen szükségleteinek anélkül, hogy veszélyeztetné a jövő generációk képességét arra, hogy saját szükségleteiket kielégítsék.” A jelentés hozzájárult a fenntarthatóság a politikai viták fő áramába való bekerüléséhez, és népszerűsítette a fenntartható fejlődés fogalmát.
Néhány további kulcsfontosságú fogalom a fenntarthatóság jelentésének illusztrálására: 
- Bár a fenntarthatóság fogalma homályos lehet, ez pozitív értelemben is igaz: a célok fontosabbak, mint a felhasznált megközelítések vagy eszközök.
- A fenntarthatóság kapcsolódik más alapvető fogalmakhoz, mint a reziliencia (ellenálló képesség), adaptációs kapacitás és sebezhetőség.
- A döntések kulcsfontosságúak: „nem lehetséges mindent fenntartani, mindenhol, örökké.”
- A skála fontos mind térben, mind időben, és a hely is számít.
- Léteznek határok (lásd a bolygó határai)

A mindennapi használatban azonban a  fenntarthatóság gyakran a környezeti dimenzióra összpontosít csupán.

#### Specifikus meghatározások
A tudósok szerint valószínűleg soha nem lesz lehetséges egyetlen, pontos meghatározása a fenntarthatóságnak. Ennek ellenére a fogalom mégis hasznos. Több próbálkozás is volt a meghatározására, például:„A fenntarthatóság úgy határozható meg, mint a kívánatos anyagok vagy feltételek hosszú távú fenntartásának vagy javításának képessége.” [1]
„A fenntarthatóság [a közösség, társadalmi intézmények vagy társadalmi gyakorlatok hosszú távú életképessége]. Általánosan a fenntarthatóságot úgy értelmezik, mint egyfajta intergenerációs etikai kérdést, amelyben a jelenlegi generációk környezeti és gazdasági cselekedetei nem csökkenthetik a jövő generációk lehetőségeit arra, hogy hasonló mértékű gazdagságot, hasznot vagy jólétet élvezzenek.” [2]
„A fenntarthatóság azt jelenti, hogy saját szükségleteinket kielégítjük anélkül, hogy veszélyeztetnénk a jövő generációk képességét arra, hogy saját szükségleteiket kielégítsék. A természeti erőforrások mellett társadalmi és gazdasági erőforrásokra is szükség van. A fenntarthatóság nem csupán környezetvédelem. A fenntarthatóság legtöbb meghatározásában az is megjelenik, hogy fontos a társadalmi egyenlőség és a gazdasági fejlődés is.” [3]
Néhány meghatározás a fenntarthatóság környezeti dimenziójára összpontosít. Az Oxford English Dictionary a következőképpen határozza meg a fenntarthatóságot: „A környezeti fenntarthatóság jellemzője; annak mértéke, hogy egy folyamat vagy vállalkozás fenntarthatóan vagy folytathatóan működik úgy, hogy elkerüli a természeti erőforrások hosszú távú kimerülését.”

### Történelmi használat
A „fenntarthatóság” kifejezés a sustinere latin szóból származik. A „fenntartani” jelentheti a megőrzést, támogatást, fenntartást vagy kibírást.  Így a fenntarthatóság azt a képességet jelenti, hogy valami hosszú távon folytatható.
A múltban a fenntarthatóság a környezeti fenntarthatóságot jelentette. Ez azt jelentette, hogy a természeti erőforrásokat úgy kell használni, hogy a jövőben az emberek hosszú távon továbbra is támaszkodhassanak rájuk.  A fenntarthatóság fogalma, vagyis a német Nachhaltigkeit, Hans Carl von Carlowitzhoz (1645–1714) vezethető vissza, és eredetileg az erdőgazdálkodásra vonatkozott. A ma használt kifejezés erre a fenntartható erdőgazdálkodás lenne.  Carlowitz ezt a kifejezést arra használta, hogy a természeti erőforrások hosszú távú, felelős használatát jelentse. 1713-as művében, a Silvicultura oeconomica című könyvében azt írta: „a legmagasabb művészet/tudomány/ipari tevékenység [...] abban fog állni, hogy olyan módon őrizzük meg és ültessük vissza a fát, hogy folyamatos, tartós és fenntartható használat lehetséges legyen.”  A „fenntarthatóság” jelentésének elmozdulása az erdők megőrzésétől (a jövőbeli faipari termelés érdekében) a környezeti erőforrások szélesebb körű megőrzéséig (a világ fenntartása a jövő generációk számára) Ernst Basler 1972-es könyvéhez vezethető vissza, amely egy M.I.T.-n tartott előadás-sorozaton alapult. [6]
Magának az ötletnek nagyon hosszú története van: A közösségek mindig is aggódtak környezetük azon képessége miatt, hogy hosszú távon fenntarthassák őket. Sok ősi kultúra, hagyományos társadalom és őslakos nép korlátozta a természeti erőforrások használatát. 
A „fenntarthatóság” és a „fenntartható fejlődés” kifejezések szorosan összefüggenek. Valójában gyakran ugyanazt jelentik.  Mindkét kifejezés kapcsolódik a „fenntarthatóság három dimenziója” fogalmához.  Az egyik különbség az, hogy a fenntarthatóság egy általános fogalom, míg a fenntartható fejlődés lehet egy politika vagy szervezési elv. A tudósok szerint a fenntarthatóság tágabb fogalom, mert a fenntartható fejlődés elsősorban az emberi jólétre összpontosít. 
A fenntartható fejlődés két összefüggő célt szolgál. Az egyik célja az emberi fejlődési célok elérése, a másik pedig annak biztosítása, hogy a természeti rendszerek képesek legyenek biztosítani a gazdaságok és a társadalom számára szükséges természeti erőforrásokat és ökoszisztéma-szolgáltatásokat. A fenntartható fejlődés fogalma a jövő generációk számára az gazdasági fejlődés, társadalmi fejlődés és környezetvédelem kombinációjára összpontosít. 

## Dimenziói

### A fenntarthatóság három dimenziója

Fenntarthatósági Venn-diagram, ahol a fenntarthatóság az a terület, ahol a három dimenzió átfedésben van

A tudósok általában három különböző fenntarthatósági területet különítenek el: a környezeti, a társadalmi és a gazdasági dimenziókat. Erre a fogalomra több kifejezés is használatos. A szerzők beszélhetnek három pillérről, dimenzióról, komponensről, aspektusról,  perspektívákról, tényezőkről vagy célokról. Mindegyik ugyanazt jelenti ebben az összefüggésben. A háromdimenziós paradigma elméleti alapjai azonban korlátozottak. 
A népszerű három, egymást metsző kör, vagy Venn-diagram, amely a fenntarthatóságot ábrázolja, először 1987-ben jelent meg Edward Barbier közgazdász egy cikkében.
A tudósok ritkán kérdőjelezik meg magát a megkülönböztetést. A fenntarthatóság három dimenzióval való értelmezése a szakirodalomban domináns értelmezés.
A Brundtland Jelentésben a környezet és a fejlődés elválaszthatatlanok, és együtt járnak a fenntarthatóság keresésében. A fenntartható fejlődést globális fogalomként írta le, amely összekapcsolja a környezeti és társadalmi kérdéseket. A jelentés hangsúlyozta, hogy a fenntartható fejlődés fontos mind a fejlődő országok, mind az iparosodott országok számára:
Az 1992-es Riói Nyilatkozatot „a fenntarthatóság felé vezető lépés alapvető eszközeként” tekintik. A nyilatkozat konkrét hivatkozásokat tartalmaz az ökoszisztéma integritására. A Riói Nyilatkozat végrehajtásával kapcsolatos terv, az Agenda 21 szintén így beszél a fenntarthatóságról. Az Agenda 21 az gazdasági, társadalmi és környezeti dimenziókat említi. 

A 2015-ös Agenda 2030 is így tekintett a fenntarthatóságra. A dokumentum a 17 Fenntartható Fejlődési Cél (SDG) és azok 169 célkitűzését úgy értelmezi, hogy azok egyensúlyba hozzák „a fenntartható fejlődés három dimenzióját: a gazdasági, társadalmi és környezeti dimenziókat”. 

A három egymásba ágyazott ellipszisből készült diagram a fenntarthatóság három dimenziója közötti hierarchiát ábrázolja: mind a gazdaságot, mind a társadalmat környezeti korlátok határolják.Ez a diagram azt jelzi, hogy a környezeti dimenzió képezi az alapot, amely alatt nem lehet fenntartható gazdasági és társadalmi fejlődést elérni, mivel az erőforrások és az ökoszisztémák védelme meghatározó szerepet játszik a jövőbeli fejlődés lehetőségeiben.

A "esküvői torta" modell a fenntartható fejlődési célok (SDG-k) esetében hasonló a fészkelt ellipszisek diagramjához, ahol a környezeti dimenzió vagy rendszer képezi az alapot a többi két dimenzió számára. Ebben a modellben a gazdasági és társadalmi dimenziók a környezetre építenek, és nem létezhetnek fenntarthatóan, ha a környezet alapvető feltételei nem biztosítottak.

A tudósok már sokat vitatták, hogyan rangsorolják a fenntarthatóság három dimenzióját. Számos publikáció állítja, hogy a környezeti dimenzió a legfontosabb.  (A bolygói integritás vagy ökológiai integritás más kifejezések a környezeti dimenzióra.)
Ez a nézőpont azt sugallja, hogy a gazdasági és társadalmi fejlődés nem lehet fenntartható, ha a környezet védelme nem az alapja, mivel az erőforrások kimerülése és az ökológiai rendszerek károsodása hosszú távon mindkét másik dimenzióra hatással van.
Az ökológiai integritás védelme számos szakértő szerint a fenntarthatóság alapja.  Ha ez a helyzet, akkor a környezeti dimenziója korlátokat szab a gazdasági és társadalmi fejlődésnek. 
A három egymásba ágyazott ellipszisből készült diagram egy módja annak, hogy a fenntarthatóság három dimenzióját együttesen és hierarchikusan ábrázoljuk: különleges státuszt ad a környezeti dimenziónak. Ebben a diagrammódban a környezet magában foglalja a társadalmat, a társadalom pedig a gazdasági feltételeket. Így hangsúlyozza a hierarchikus viszonyt, amelyben a környezeti dimenzió az alap, amelyre a gazdasági és társadalmi rendszerek építenek.
Egy másik modell hasonló módon ábrázolja a három dimenziót: Az SDG esküvői torta modellben a gazdaság a társadalmi rendszer kisebb alrendszere, és a társadalmi rendszer pedig egy kisebb alrendszere a bioszférának. 
2022-ben egy értékelés vizsgálta a Fenntartható Fejlődési Célok politikai hatásait. Az értékelés megállapította, hogy a „a Föld életfenntartó rendszereinek integritása” alapvető a fenntarthatóság szempontjából. Az értékelés készítői azt mondták, hogy „a Fenntartható Fejlődési Célok nem ismerik fel, hogy a bolygóval, az emberekkel és a jóléttel kapcsolatos kérdések mind egyetlen földi rendszer részei, és hogy a bolygó integritásának védelme nem egy eszköz egy cél eléréséhez, hanem maga a cél”. A környezetvédelem aspektusa nem egy explicit prioritás a Fenntartható Fejlődési Célok számára. Ez problémákat okoz, mivel arra ösztönözheti az országokat, hogy kevesebb figyelmet fordítsanak a környezetre a fejlesztési terveikben. A készítők azt is kijelentik, hogy „a bolygószintű fenntarthatóság csak egy átfogó Bolygóintegritás Cél alatt érhető el, amely felismeri a bolygó biológiai és fizikai határait”.
Más keretrendszerek teljesen megkerülik a fenntarthatóság különálló dimenziókra való felosztását. 

### Környezeti fenntarthatóság
A környezeti dimenzió központi szerepet játszik a fenntarthatóság általános fogalmában. Az emberek az 1960-as és 1970-es években egyre inkább tudatára ébredtek a környezetszennyezés problémájának. Ez vezetett a fenntarthatóságról és a fenntartható fejlődésről szóló vitákhoz. Ez a folyamat az 1970-es években kezdődött a környezeti problémák iránti aggodalommal. Ezek közé tartoztak a természetes ökoszisztémák, a természeti erőforrások és az emberi környezet. Később kiterjedt minden olyan rendszerre, amely az élet fennmaradását biztosítja a Földön, beleértve az emberi társadalmat is. A környezetre gyakorolt negatív hatások csökkentése javítaná a környezeti fenntarthatóságot.
A környezetszennyezés nem új keletű jelenség; azonban az emberi történelem nagy részében elsősorban helyi vagy regionális problémaként jelentkezett. A globális környezeti problémák iránti tudatosság a 20. században kezdett jelentősen növekedni. Az 1960-as években fokozott figyelem irányult a peszticidek, például a DDT káros hatásaira és széles körű használatára. Az 1970-es években a tudósok felfedezték, hogy a klórozott-fluorozott szénhidrogének (CFC-k) hozzájárulnak az ózonréteg elvékonyodásához. Ez a riasztó felismerés nemzetközi fellépéshez vezetett, amelynek eredményeként megszületett az 1987-es Montreali Protocol, amely hatékonyan betiltotta a CFC-k használatát..
A 20. század elején Arrhenius már foglalkozott az üvegházhatású gázok éghajlatra gyakorolt hatásával (lásd még: az éghajlatváltozás tudományának története). Az emberi tevékenység okozta éghajlatváltozás csak több évtizeddel később vált tudományos és politikai témává. Ez vezetett az Éghajlatváltozási Kormányközi Testület (IPCC) 1988-as, valamint az ENSZ Éghajlat-változási Keretegyezményének (UNFCCC) 1992-es létrehozásához.
1972-ben került sor az ENSZ Emberi Környezetről szóló konferenciájára. Ez volt az első ENSZ-konferencia, amely a környezeti kérdésekkel foglalkozott. A konferencia hangsúlyozta, hogy az emberi környezet védelme és javítása kiemelten fontos.  Kiemelte továbbá a vadvilág és a természetes élőhelyek megóvásának szükségességét is.
 
2000-ben az ENSZ nyolc Millenniumi Fejlesztési Célt hirdetett meg. A cél az volt, hogy a nemzetközi közösség ezeket 2015-ig megvalósítsa. A 7. célkitűzés az volt, hogy „biztosítsuk a környezeti fenntarthatóságot”. Ez a cél azonban nem említette sem a társadalmi, sem a gazdasági fenntarthatóság fogalmát.
A fenntarthatóság környezeti dimenziójáról szóló nyilvános vitákat gyakran konkrét problémák uralják. A 21. században ezek közé a problémák közé tartozik az éghajlatváltozás, a biológiai sokféleség csökkenése és a szennyezés. Más globális problémák a következők: az ökoszisztéma-szolgáltatások elvesztése, a földek degradációja, az állattenyésztés környezeti hatásai, valamint a levegő- és vízszennyezés, beleértve a tengeri műanyagszennyezést és az óceánok elsavasodását is. Sokan aggódnak az emberi tevékenységek környezetre gyakorolt hatásai miatt – ezek kiterjednek a légkörre, a szárazföldre és a vízkészletekre is.
Az emberi tevékenységek mára hatással vannak a Föld geológiájára és ökoszisztémáira. Ez késztette Paul Crutzent arra, hogy a jelenlegi földtani korszakot antropocénnek nevezze.

### Gazdasági fenntarthatóság

A körforgásos gazdaság javíthatja a gazdasági fenntarthatóság egyes aspektusait (balra: a „kiveszem, legyártásom, hulladék” lineáris megközelítés; jobbra: a körforgásos gazdaság megközelítése).

A fenntarthatóság gazdasági dimenziója vitatott. Ennek oka, hogy a „fejlődés” kifejezést a fenntartható fejlődésen belül különbözőképpen lehet értelmezni. Egyesek kizárólag gazdasági fejlődést és növekedést értenek alatta, ami egy olyan gazdasági rendszert támogathat, amely káros a környezetre. Mások inkább azokra a kompromisszumokra összpontosítanak, amelyek a környezetvédelem és az alapvető szükségletek – mint az élelem, víz, egészség és lakhatás – biztosításával járó jóléti célok elérése között merülnek fel.
A gazdasági fejlődés valóban csökkentheti az éhezést vagy az energiához való hozzáférés hiányát. Ez különösen igaz a legkevésbé fejlett országokban. Éppen ezért a Fenntartható Fejlődési Célok 8. célja, hogy a gazdasági növekedés a társadalmi fejlődést és jólétet ösztönözze. Ennek elsődleges célja: „legalább 7 százalékos éves GDP növekedés a legkevésbé fejlett országokban”. Azonban a kihívás abban rejlik, hogy hogyan bővíthetjük a gazdasági tevékenységeket úgy, hogy közben csökkentjük azok környezeti hatásait. Más szóval, az emberiségnek meg kell találnia azokat az utakat, amelyek segítségével a társadalmi előrehaladás (akár gazdasági fejlődés révén) elérhető anélkül, hogy túlzott terhet rójunk a környezetre.
A Brundtland-jelentés szerint a szegénység környezeti problémákat okoz, ugyanakkor ezekből származik is. Ezért a környezeti problémák kezelése megköveteli a világszintű szegénység és egyenlőtlenség mögötti tényezők megértését. A jelentés egy új fejlődési irányvonalat követel a fenntartható emberi előrehaladás érdekében. Kiemeli, hogy ez célja mind a fejlődő, mind az iparosodott országok számára.
Az UNEP (Az ENSZ Környezetvédelmi Programja) és az UNDP (Az ENSZ Fejlesztési Programja) 2005-ben elindította a Szegénység-Környezet Kezdeményezést, melynek három célja van. Ezek a következők: az extrém szegénység csökkentése, az üvegházhatású gázok kibocsátásának csökkentése és a nettó természeti tőke elvesztésének mérséklése. Ez a strukturális reformokat támogató útmutató segíti a országokat a Fenntartható Fejlődési Célok (SDG-k) elérésében. Emellett azt is meg kell mutatnia, hogyan kezelhetők a kompromisszumok az ökológiai lábnyom és a gazdasági fejlődés között.

### Társadalmi fenntarthatóság

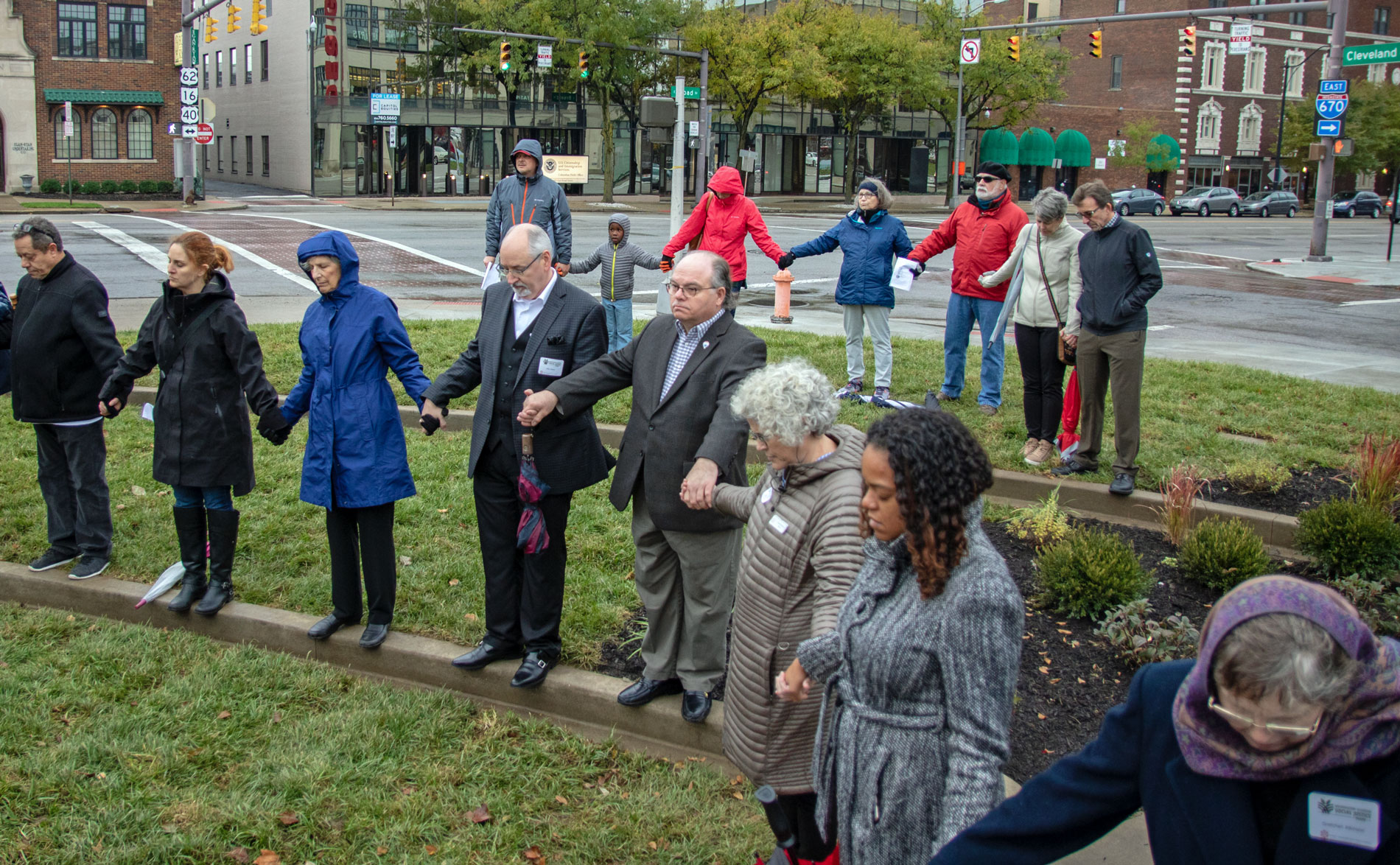
A társadalmi igazságosság csak egy része a társadalmi fenntarthatóságnak

A fenntarthatóság társadalmi dimenziója nincs jól meghatározva. Egyes definíciók szerint egy társadalom társadalmilag fenntartható, ha az emberek nem szembesülnek strukturális akadályokkal kulcsfontosságú területeken. Ezek a kulcsfontosságú területek az egészség, a befolyás, a kompetencia, az igazságosság és az értelmes élet lehetőségei.
Néhány tudós a társadalmi kérdéseket helyezi a viták középpontjába. Ők azt javasolják, hogy a fenntarthatóság minden területe társadalmi jellegű. Ezek közé tartozik az ökológiai, gazdasági, politikai és kulturális fenntarthatóság. Ezen területek mindegyike a társadalmi és a természeti tényezők közötti kapcsolattól függ. Az ökológiai dimenziót az ember környezetbe ágyazottságaként határozzák meg. Ebből a szempontból a társadalmi fenntarthatóság magában foglalja az összes emberi tevékenységet. Túllép az éghajlat, a gazdaság és a társadalom metszéspontján. 
Számos átfogó stratégia létezik a fenntarthatóbb társadalmi rendszerek kialakítására. Ezek közé tartozik a jobb oktatás és a nők politikai hatalomhoz való juttatása, különösen a fejlődő országokban. A társadalmi igazságosság nagyobb figyelembevételét is magukban foglalják, ami a gazdagok és szegények közötti, valamint az országok közötti egyenlőséget jelenti. Emellett tartalmazza a generációk közötti igazságosságot is. A sebezhető csoportok számára biztosított több szociális védőháló hozzájárulhat a társadalmi fenntarthatósághoz.
Egy olyan társadalom, amely magas fokú társadalmi fenntarthatósággal rendelkezik, élhető közösségeket eredményezne, jó életminőséggel (amely igazságos, sokszínű, összekapcsolt és demokratikus).
A helyi közösségek, például az őslakos közösségek, gyakran a fenntarthatóság egyes specifikus aspektusaira összpontosítanak, mint például a spirituális dimenziók, a közösségi alapú kormányzás, valamint a hely és a helyi környezet hangsúlyozása. Az őslakos közösségek számára a fenntarthatóság nemcsak a természeti erőforrások megőrzését, hanem a kulturális örökség és a közösségi értékek megőrzését is jelenti, amelyek szoros kapcsolatban állnak a területhez való kötődésükkel.

### További javasolt dimenziók
Néhány szakértő további dimenziókat javasolt a fenntarthatóság fogalmának kibővítésére. Ezek magukban foglalhatják az intézményi, kulturális, politikai és technikai dimenziókat.

#### Kulturális fenntarthatóság
A fenntarthatóság mérése olyan keretrendszerek vagy mutatók összessége, amelyeket arra használnak, hogy megmérjék, mennyire fenntartható valami. Ez magában foglalja a folyamatokat, termékeket, szolgáltatásokat és vállalkozásokat is. A fenntarthatóság nehezen számszerűsíthető, sőt lehet, hogy lehetetlen pontosan mérni, mivel nincs rá egységes meghatározás. A fenntarthatóság méréséhez a keretrendszerek és mutatók figyelembe veszik a környezeti, társadalmi és gazdasági területeket. A mérőszámok az adott felhasználási céltól függően változnak, és még mindig fejlődnek. Ezek közé tartoznak a mutatók, referenciaértékek és auditok. Ide sorolhatók a fenntarthatósági szabványok és tanúsítási rendszerek, mint például a Fairtrade és a bio (organikus) minősítések. Továbbá ide tartoznak az indexek és a számviteli rendszerek. Tartalmazhatnak értékeléseket, felméréseket és más jelentési rendszereket is. A mutatókat különféle térbeli és időbeli léptékeken alkalmazzák. Szervezetek esetében a fenntarthatóság méréséhez hozzátartozik a vállalati fenntarthatósági jelentés és a "Triple Bottom Line" számvitel. Országok esetében ezek lehetnek például a fenntarthatósági kormányzás minőségének becslései, az életminőségi mutatók, vagy olyan környezeti értékelések, mint a Környezeti Fenntarthatósági Index vagy a Környezeti Teljesítmény Index. Egyes módszerek lehetővé teszik a fenntartható fejlődés nyomon követését is. Ezek közé tartozik például az ENSZ Humán Fejlődési Indexe és az ökológiai lábnyom.Sablon:ExcerptNéhány tudós egy negyedik dimenziót javasolt, mivel szerintük a hagyományos három dimenzió nem tükrözi a mai társadalom összetettségét. Például az Agenda 21 a kultúráért és az Egyesült Városok és Helyi Kormányzatok (UCLG) azt állítják, hogy a fenntartható fejlődésnek tartalmaznia kell egy erős kulturális politikát. Támogatják a kulturális dimenzió integrálását minden közpolitikai intézkedésbe. Egy másik példa a Circles of Sustainability megközelítés, amely magában foglalta a kulturális fenntarthatóságot is.
A kulturális dimenzió beemelése a fenntarthatóságba kiemeli, hogy a kultúra nemcsak a társadalom identitásának és örökségének megőrzését, hanem a közösségek közötti kapcsolatok, a kreatív iparágak és az oktatás szerepét is hangsúlyozza. Ez segíthet abban, hogy a fenntarthatóság ne csupán környezeti és gazdasági kérdés legyen, hanem a társadalmi jólét és az egyéni fejlődés szempontjából is fontos szerepet kapjon.

## Dimenziók közötti kölcsönhatások

### Környezeti és gazdasági dimenziók
Az emberek gyakran vitatják a fenntarthatóság környezeti és gazdasági dimenziói közötti kapcsolatot. Az akadémiai diskurzusban ezt a kérdést a gyenge és erős fenntarthatóság fogalma alatt tárgyalják. A gyenge fenntarthatóság elmélete szerint az ember által létrehozott tőke képes lehet pótolni a természetes tőkét, vagyis azokat az erőforrásokat, amelyeket a természet biztosít.
A természeti tőke a környezeti erőforrások leírására szolgáló kifejezés. Ezt gyakran „természet”-ként emlegetik, és magában foglalja a földet, a vízkészleteket, az élővilágot és minden olyan tényezőt, amely hozzájárul az ökoszisztémák működéséhez. A gyenge fenntarthatóság szerint a gazdasági fejlődés és az emberi technológia képes lehet kompenzálni a természetes tőke csökkenését.
Az ellentétes fogalom ebben a modellben az erős fenntarthatóság. Ez azt feltételezi, hogy a természet olyan funkciókat biztosít, amelyeket a technológia nem képes pótolni. Az erős fenntarthatóság elismeri a környezeti integritás megőrzésének szükségességét. Az ilyen funkciók elvesztése lehetetlenné teszi számos erőforrás és ökoszisztéma-szolgáltatás helyreállítását vagy javítását.
A biológiai sokféleség, a megporzás és a termékeny talajok példák erre. Más példák közé tartoznak a tiszta levegő, a tiszta víz, és a klímarendszerek szabályozása. Az erős fenntarthatóság hangsúlyozza, hogy az ilyen alapvető ökológiai szolgáltatások védelme elengedhetetlen a társadalmi és gazdasági jólét fenntartásához.
A gyenge fenntarthatóság kritikákat kapott, mivel bár népszerű a kormányok és a vállalkozások körében, nem biztosítja a Föld ökológiai integritásának megőrzését. A gyenge fenntarthatóság ugyanis azt feltételezi, hogy az emberi technológia és gazdasági fejlődés képes pótolni a természeti tőkét, miközben figyelmen kívül hagyja a természet olyan alapvető funkcióit, amelyek nem helyettesíthetők mesterséges eszközökkel. Ezért a környezeti dimenzió kiemelkedően fontos, mivel biztosítja a bolygónk ökológiai alapjainak védelmét, amely elengedhetetlen a hosszú távú fenntarthatósághoz.
A Világgazdasági Fórum 2020-ban szemléltette ezt a problémát: megállapította, hogy 44 billió dollárnyi gazdasági értékteremtés függ a természettől. Ez az összeg a világ GDP-jének több mint felét jelenti, így rendkívül sérülékeny a természet pusztulásával szemben. Három nagy gazdasági ágazat különösen erősen függ a természettől: az építőipar, a mezőgazdaság, valamint az élelmiszer- és italipar.

### Kompromisszumok
A fenntarthatóság különböző dimenziói közötti kompromisszumok gyakori vitatéma. A fenntarthatóság környezeti, társadalmi és gazdasági dimenzióinak egyensúlyban tartása nehéz feladat. Ez azért van, mert gyakran nézeteltérés van az egyes tényezők relatív fontosságáról. Ennek megoldásához integrálni, kiegyensúlyozni és összeegyeztetni kell a dimenziókat.  Például az emberek választhatják, hogy az ökológiai integritást prioritásként kezelik, vagy veszélyeztetik azt. 
Egyesek azt is állítják, hogy a fenntartható fejlődési célok irreálisak. Az egyetemes emberi jólétre irányuló céljuk ütközik a Föld és ökoszisztémáinak fizikai korlátaival. 

## Mérőeszközök

### Az emberiség környezeti hatásai
Számos módszer létezik az emberi hatások mérésére vagy leírására a Földön. Ezek közé tartozik az ökológiai lábnyom, az ökológiai adósság, a biológiai eltartóképesség és a fenntartható hozam. A bolygó határainak (planetary boundaries) elmélete azt állítja, hogy a Föld eltartóképességének vannak korlátai. Fontos, hogy ezeket a küszöbértékeket ne lépjük át, hogy elkerüljük a Föld visszafordíthatatlan károsodását.
Ezek a bolygóhatárok számos környezeti problémát magukban foglalnak. Ezek közé tartozik az éghajlatváltozás és a biológiai sokféleség csökkenése. Ugyanígy ide sorolhatók bizonyos szennyezési típusok is. Ezek a következők: biogeokémiai szennyezés (nitrogén és foszfor), óceánok elsavasodása, földhasználat, édesvízhasználat, ózonréteg vékonyodása, légköri aeroszolok és vegyi szennyezés.
(2015 óta egyes szakértők a biológiai sokféleség csökkenését a bioszféra integritásának változásaként említik. A vegyi szennyezést pedig új típusú anyagok bevezetésének tekintik.)
Az IPAT-képlet az emberi tevékenységek környezeti hatását méri. Az 1970-es években jelent meg. Azt állítja, hogy ez a hatás arányos az emberi népességgel, jóléttel és technológiával. Ez különféle módokat sugall a környezeti fenntarthatóság növelésére. Az egyik ilyen lehetőség az emberi népességszabályozás. Egy másik lehetőség a fogyasztás és a jólét, például az energiafogyasztás csökkentése. Egy további lehetőség a megújuló energiához hasonló innovatív vagy zöld technológiák fejlesztése. Más szavakkal, két fő célkitűzés van. Az első az, hogy kevesebb fogyasztó legyen. A második, hogy kisebb legyen az egy fogyasztóra jutó környezeti lábnyom.
A 2005-ös Millennium Ökoszisztéma Értékelés 24 ökoszisztéma-szolgáltatást mért fel. Azt a következtetést vonta le, hogy ezek közül az elmúlt 50 évben csak négy javult. Megállapította, hogy 15 komoly hanyatlásban van, és öt bizonytalan állapotban van.

### Gazdasági költségek

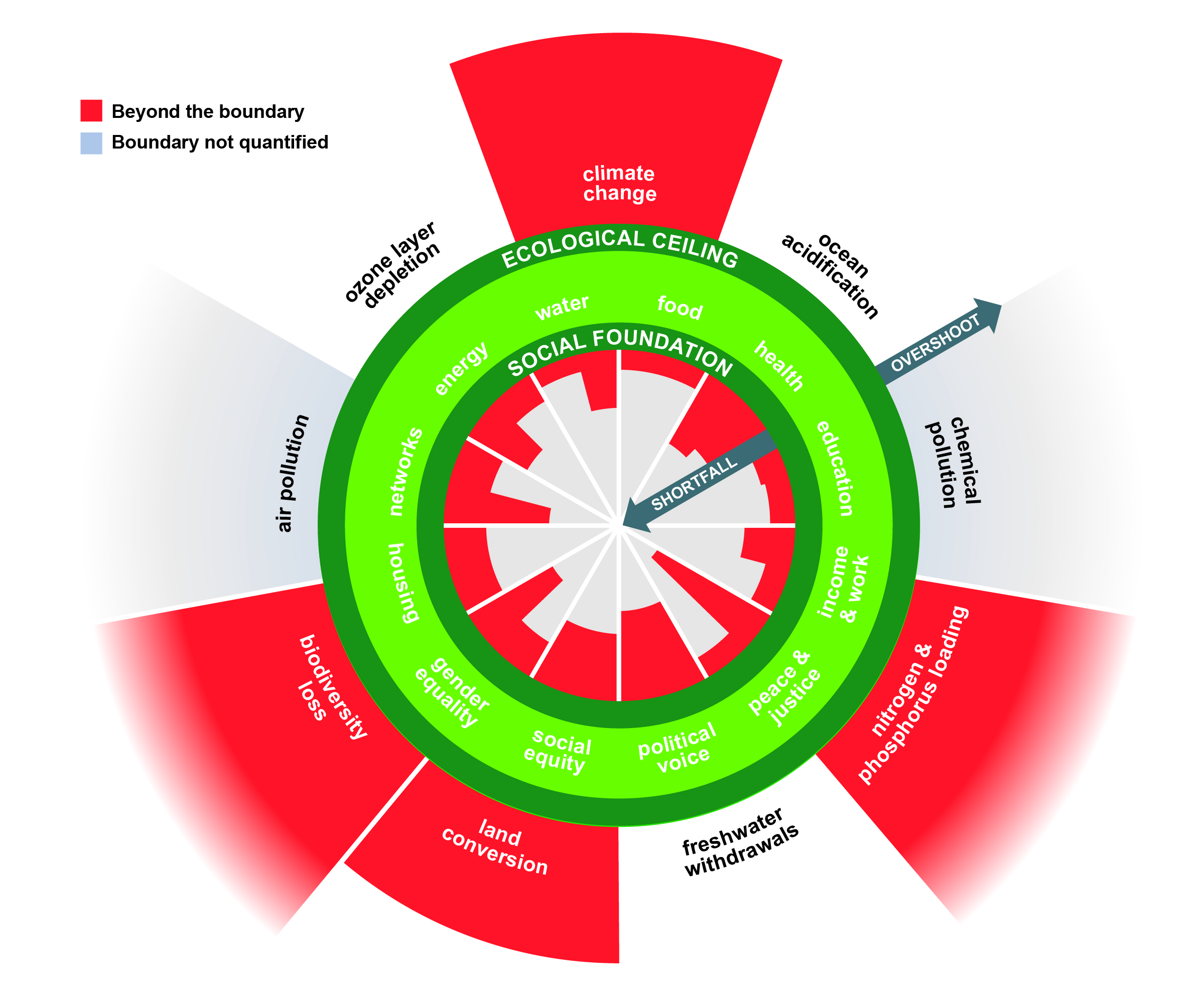
A „fánkmodell” (doughnut model) olyan mutatókat használ, amelyek megmutatják, milyen mértékben lépik túl az ökológiai plafonokat, illetve hogy a társadalmi alapok milyen mértékben nincsenek még elérve

A környezeti közgazdaságtan szakértői kiszámították a természeti közjavak használatának költségeit. Egy projekt például az ökoszisztémák károsodását és a biológiai sokféleség csökkenését mérte fel. Ez volt a Gazdaság az Ökoszisztémákért és a Biológiai Sokféleségért (The Economics of Ecosystems and Biodiversity) nevű projekt, amely 2007 és 2011 között zajlott.
Egy olyan entitás, amely környezeti és társadalmi költségeket generál, gyakran nem fizet ezekért. A piaci árak sem tükrözik ezeket a költségeket. Végső soron általában kormányzati politika szükséges ennek a problémának a megoldására.
A döntéshozatal során figyelembe vehetik a jövőbeni költségeket és hasznokat. Ennek eszköze a társadalmi diszkontráta . Minél nagyobb az aggodalom a jövő generációi iránt, annál alacsonyabbnak kell lennie a társadalmi diszkontráta mértékének.  Egy másik megközelítés az, hogy gazdasági értéket tulajdonítunk az ökoszisztéma-szolgáltatásoknak. Ez lehetővé teszi számunkra, hogy a környezeti károkat a rövid távú jóléti előnyökhöz viszonyítsuk. Az egyik számítás szerint „minden ökoszisztéma-helyreállításra költött dollár után három és 75 dollár közötti gazdasági haszon várható az ökoszisztéma-javakból és -szolgáltatásokból”. 
Az utóbbi években Kate Raworth közgazdász kifejlesztette a „fánk közgazdaságtan” (doughnut economics) fogalmát. Ennek célja, hogy a társadalmi és környezeti fenntarthatóságot beépítse a gazdasági gondolkodásba. A társadalmi dimenzió mint minimális standard szolgál, amelyhez egy társadalomnak törekednie kell. A bolygó eltartóképessége pedig külső határként működik.

## Akadályok
Számos oka van annak, hogy miért olyan nehéz elérni a fenntarthatóságot. Ezen okokat fenntarthatósági akadályoknak (sustainability barriers) nevezik. Mielőtt foglalkoznánk ezekkel az akadályokkal, fontos, hogy elemezzük és megértsük őket. Néhány akadály a természetből és annak komplexitásából ered ("minden mindennel összefügg"). Mások az emberi állapotból származnak. Egy példa erre az érték-cselekvés rés. Ez tükrözi azt a tényt, hogy az emberek gyakran nem cselekszenek meggyőződéseik szerint. A szakértők ezeket az akadályokat a fenntarthatóság fogalmához intrinzikusnak tekintik.
Más akadályok kívülről erednek a fenntarthatóság fogalmán. Ez azt jelenti, hogy lehetséges őket leküzdeni. Egyik módja ennek, hogy árat szabunk a közjavak fogyasztásának. Néhány külső akadály a domináns intézményi keretrendszerek természetéből ered. Példák erre, amikor a piacmechanizmusok nem működnek a közjavak esetében. A meglévő társadalmak, gazdaságok és kultúrák az egyre nagyobb fogyasztást ösztönzik. A versenyképes piacgazdaságokban a növekedés strukturális imperatívusz, amely gátolja a szükséges társadalmi változást.
Továbbá, számos akadály kapcsolódik a fenntarthatósági politikák végrehajtásának nehézségeihez. Kereskedelmi dilemmák vannak a környezetvédelmi politikák céljai és a gazdasági fejlődés között. A környezeti célok közé tartozik a természetvédelem. A fejlődés pedig gyakran a szegénység csökkentésére összpontosít. Emellett dilemmák vannak a rövid távú profit és a hosszú távú életképesség között. A politikai nyomás általában a rövid távot részesíti előnyben a hosszú távval szemben. Így ezek akadályozzák a fenntarthatóság javítása felé irányuló intézkedéseket.

## Átmenet

### Jellemzők
A fenntarthatósági átalakulás (vagy átmenet), bár nem mindenhol van egyetértés a definíciójában, egy mély, rendszerszintű változást jelent, amely hatással van a technológiára, gazdaságra, társadalomra, értékekre és célokra. Ez egy összetett és többrétegű folyamat, amelynek minden szinten, a helyi közösségektől a globális kormányzati intézményekig meg kell történnie. Azonban gyakran politikai vita tárgyát képezi, mivel a különböző érdekelt felek eltérhetnek mind a célokat, mind a változtatás módjait illetően. Továbbá, az ilyen átalakulások kihívást jelenthetnek a meglévő hatalmi struktúrák és az erőforrások elosztása szempontjából.
A fenntarthatósági átmenet jelentős változásokat igényel a társadalmakban. Alapvető értékeiket és szerveződési elveiket kell megváltoztatniuk. Ezek az új értékek a "életminőség és anyagi elegendőség, emberi szolidaritás és globális méltányosság, valamint a természethez való kötődés és környezeti fenntarthatóság" fontosságát hangsúlyoznák. Az átmenet csak akkor működhet, ha a technológiai fejlődéseket átfogó életmódbeli változások kísérik.
A tudósok rámutattak, hogy: „A fenntarthatósági átmenetek különböző módokon valósulnak meg, és mindegyikhez szükség van a civil társadalom nyomására, a bizonyítékokon alapuló érvelésre, politikai vezetésre, valamint a politikai eszközök, piacok és más tényezők alapos megértésére.”
Négy lehetséges, átfedő átalakulási folyamat létezik. Mindegyiknek más politikai dinamikája van. A technológia, a piacok, a kormány vagy a polgárok vezethetik ezeket a folyamatokat.
Az Európai Környezetvédelmi Ügynökség a fenntarthatósági átmenetet úgy definiálja, mint „egy társadalmi-technikai rendszer alapvető és széleskörű átalakulását egy fenntarthatóbb konfiguráció felé, amely segít enyhíteni az olyan tartós problémákat, mint a klímaváltozás, a szennyezés, a biológiai sokféleség csökkenése vagy az erőforráshiányok.” A fenntarthatósági átmenet fogalma hasonló az energiaátmenet fogalmához.
Van olyan szakértő aki azt állítja, hogy a fenntarthatósági átmenetet „új típusú kultúra, új típusú együttműködés és új típusú vezetés” kell, hogy támogassa. Ez nagy beruházásokat igényel „új és zöldebb tőkefelszerelésekbe, miközben egyidejűleg a tőkét el kell terelni a fenntarthatatlan rendszerektől.
2024-ben egy interdiszciplináris szakértői csoport, amelynek tagjai voltak Chip Fletcher, William J. Ripple, Phoebe Barnard, Kamanamaikalani Beamer, Christopher Field, David Karl, David King, Michael E. Mann és Naomi Oreskes, a valódi fenntarthatóság és erőforrás-regeneráció felé irányuló paradigmaváltást szorgalmazott. Azt mondták, hogy „az ilyen átalakulás elengedhetetlen ahhoz, hogy megfordítsuk a biológiai sokféleség csökkenését, amely a túlzott fogyasztás következménye, és helyreállítsuk az élelmiszer- és vízellátás biztonságát, amelyek alapvetőek a globális népesség túléléséhez.

### Alapelvek
Lehetőség van arra, hogy a társadalmak fenntarthatóbbá tételére irányuló cselekvési elveket négy típusra osszuk. Ezek a természethez kapcsolódó, személyes, társadalmi és rendszerszintű elvek.
- Természethez kapcsolódó elvek: dekarbonizálás; az emberi környezeti hatás csökkentése hatékonysággal, elegendőséggel és következetességgel; nettó pozitív eredmény elérése – a környezeti és társadalmi tőke felhalmozása; a helyi, szezonális, növényi alapú és munkaigényes termékek előnyben részesítése; szennyező fizet elv; elővigyázatosság elve; a természet szépségének megbecsülése és ünneplése. Személyes elvek: meditáció gyakorlása, óvatos politikák alkalmazása, takarékosság ünneplése.  Társadalomhoz kapcsolódó elvek: a legkevésbé privilegizáltak számára biztosítani a legnagyobb támogatást; kölcsönös megértés, bizalom és sok nyertes keresése; a társadalmi kohézió és együttműködés erősítése; az érdekelt felek bevonása; az oktatás elősegítése – tudás megosztása és együttműködés.  Rendszerszintű elvek: rendszerszemlélet alkalmazása; sokféleség elősegítése; a köz számára releváns dolgok átláthatóbbá tétele; az opciók sokféleségének fenntartása vagy növelése.

### Példa lépések
Sokféle megközelítés létezik, amelyet az emberek alkalmazhatnak a környezeti fenntarthatóságra való átmenet során. Ilyenek például az ökoszisztéma-szolgáltatások megőrzése, a közös erőforrások védelme és közösen történő megteremtése, az élelmiszerpazarlás csökkentése, valamint a növényi alapú ételek felé történő étrendi változások elősegítése. Egy másik lehetőség a népességnövekedés csökkentése a termékenységi ráták csökkentésével. Más megoldások közé tartozik az új zöld technológiák előmozdítása és a megújuló energiaforrások alkalmazása, miközben fokozatosan megszüntetik a fosszilis tüzelőanyagokhoz nyújtott támogatásokat.
2017-ben a tudósok frissítést tettek közzé az 1992-es „Világ tudósainak figyelmeztetése az emberiséghez” című dokumentumhoz. A frissítés bemutatta, hogyan lehetne a környezeti fenntarthatóság felé haladni. Három területen javasolt lépéseket:
- Csökkentett fogyasztás: az élelmiszerpazarlás csökkentése, az étrendi változások elősegítése, amelyek túlnyomórészt növényi alapú ételekre összpontosítanak. A fogyasztók számának csökkentése: a termékenységi ráták tovább csökkentése és ezzel a népességnövekedés mérséklése.  Technológia és természetvédelmi megoldások: több kapcsolódó megközelítés létezik. Az egyik az ökoszisztéma-szolgáltatások megőrzése. A másik az új zöld technológiák előmozdítása. Egy harmadik megoldás az energiafelhasználás megváltoztatása. Ennek egyik aspektusa a megújuló energiaforrások alkalmazása. Ugyanakkor szükséges a fosszilis tüzelőanyagokkal való energiaelőállítást támogató támogatások megszüntetése is.

#### A fenntartható fejlődési célok 2030-as menetrendje

Az Egyesült Nemzetek Fenntartható Fejlődési Céljai

2015-ben az Egyesült Nemzetek elfogadták a Fenntartható Fejlődés Céljait (SDG-k), hivatalos nevükön: a 2030-as Menetrendet a Fenntartható Fejlődés Céljaiért. Az ENSZ ezt a programot rendkívül ambiciózus vízióként jellemezte, kiemelve, hogy az SDG-k páratlan mértékben átfogóak és jelentős hatásúak.
Az ENSZ így nyilatkozott: „Elhatároztuk, hogy megteszünk minden szükséges bátor és átalakító lépést, hogy a világot fenntartható és ellenállóképes útra tereljük.”
A 17 cél és célkitűzés átfogó és jelentős változásokat célzó lépéseket fogalmaz meg. Az SDG-k egyik legfontosabb célja a Föld jövőjének védelme. Az ENSZ vállalta, hogy „megóvja a bolygót a károsodástól, fenntartható fogyasztás és termelés előmozdításával, hatékonyan kezeli annak természeti erőforrásait, és sürgős intézkedéseket hoz a klímaváltozás ellen, hogy biztosítani tudja a jelen és a jövő generációk szükségleteinek kielégítését.”

## Lehetőségek az akadályok leküzdésére

### A gazdasági növekedéssel kapcsolatos problémák
Az öko-gazdasági leválasztás egy olyan elképzelés, amely a gazdasági növekedés és a környezetvédelem közötti trade-offok megoldására szolgál. Az elképzelés lényege, hogy „leválasszuk a környezeti károkat a gazdasági előnyöktől, mint a fenntarthatóság felé vezető utat”.Ez azt jelentené, hogy „kevesebb erőforrást használunk fel gazdasági kibocsátás egységére vonatkoztatva, és csökkentjük a felhasznált erőforrások vagy a végzett gazdasági tevékenységek környezeti hatásait”.8  A kibocsátott szennyezők intenzitása lehetővé teszi a környezeti nyomás mérését. Ez pedig lehetővé teszi a leválasztás mérését. Ez magában foglalja a gazdasági kibocsátásra vonatkozó kibocsátás-intenzitás változásainak követését Az abszolút hosszú távú leválasztás példái ritkák. Azonban néhány iparosodott ország sikeresen leválasztotta a GDP növekedést a termelési és fogyasztási alapú CO2 kibocsátástól.[3] Mégis, még ebben az esetben is, a leválasztás önmagában nem elegendő. Ezt „a megfelelő irányultságú stratégiákkal és az abszolút csökkentési célok szigorú végrehajtásával” kell kiegészíteni.
Egy 2020-as tanulmány nem talált bizonyítékot a szükséges leválasztásra. Ez egy 180 tudományos tanulmány meta-elemzése volt. A tanulmány azt találta, hogy „nincs bizonyíték az ökológiai fenntarthatósághoz szükséges leválasztásra”, és hogy „a megbízható bizonyítékok hiányában a leválasztás célja részben hit kérdése”. Néhány szakértő megkérdőjelezte a leválasztás lehetőségeit, ezzel együtt a zöld növekedés megvalósíthatóságát is. Egyesek azt állítják, hogy a leválasztás önmagában nem lesz elegendő a környezeti nyomás csökkentésére. Azt mondják, hogy ehhez szükség lenne a gazdasági növekedés kérdésének is a kezelésére. Számos oka van annak, hogy miért nem zajlik megfelelő leválasztás jelenleg. Ilyen okok például a növekvő energiafelhasználás, a rebound hatások, a problémák áthelyezése, a szolgáltatások alulbecsült hatása, a hasznosítható újrahasznosítás korlátozott lehetősége, a nem megfelelő és elégtelen technológiai változások, és a költségáthelyezés.
A gazdasági növekedés és a környezeti romlás leválasztása nehéz. Ennek oka, hogy az a szereplő, amely a környezeti és társadalmi költségeket okozza, általában nem fizet azokért. Így a piaci ár nem tükrözi ezeket a költségeket.Például a csomagolás költségei egy termék árának részeként szerepelhetnek, de előfordulhat, hogy nem veszik figyelembe a csomagolás eltávolításának költségeit. A közgazdaságtan ezeket a tényezőket külső hatásokként, ebben az esetben negatív külső hatásként írja le. Általában a kormányzati intézkedéseknek vagy helyi önkormányzatoknak kell foglalkozniuk a külső hatások kezelésével.
Számos módja van annak, hogy a környezeti és társadalmi költségeket és előnyöket beépítsük a gazdasági tevékenységekbe. Példák erre: az adott tevékenység adóztatása (a szennyező fizet elvet követve); a pozitív hatású tevékenységek támogatása (a felelősségvállalás jutalmazása); és bizonyos káros gyakorlatok szigorú korlátozása (jogi határértékek a szennyezésre vonatkozóan)

### Kormányzati intézkedések és helyi önkormányzatok
Egy, a természeti erőforrásokkal és környezeti közgazdaságtannal foglalkozó tankönyv 2011-ben ezt írta: „Senki, aki komolyan tanulmányozta a kérdéseket, nem hiszi, hogy a gazdaság és a természeti környezet viszonyát teljes mértékben a piaci erőkre lehet bízni.” 15  Ez azt jelenti, hogy a természeti erőforrások hosszú távú túlhasználata és pusztítása nélkülözhetetlen kormányzati intézkedések nélkül elkerülhetetlen
Elinor Ostrom (a 2009-es Nobel-díjas közgazdász) kifejtette, hogy a helyi irányítás (vagy önkormányzás) lehet egy harmadik lehetőség a piac vagy az állami kormányzat mellett. Tanulmányozta, hogyan kezelik a kis, helyi közösségek a közösen használt természeti erőforrásokat. Kimutatta, hogy azok a közösségek, amelyek természeti erőforrásokat használnak, saját szabályokat alakíthatnak ki azok használatára és fenntartására. Ilyen erőforrások lehetnek például legelők, halászóvizek és erdők. Ez mind gazdasági, mind ökológiai fenntarthatóságot eredményez.A sikeres önkormányzás szükségessé teszi, hogy a csoportok tagjai között gyakori kommunikáció legyen. Ebben az esetben a csoportok képesek a közös javak használatát olyan módon kezelni, hogy ne történjen túlhasználat. Ostrom munkája alapján egyesek azt állították, hogy: „A közös erőforrásokat ma túlzottan művelik, mert a különböző szereplők nem ismerik egymást, és nem tudnak közvetlenül kommunikálni egymással.”

### Globális politika

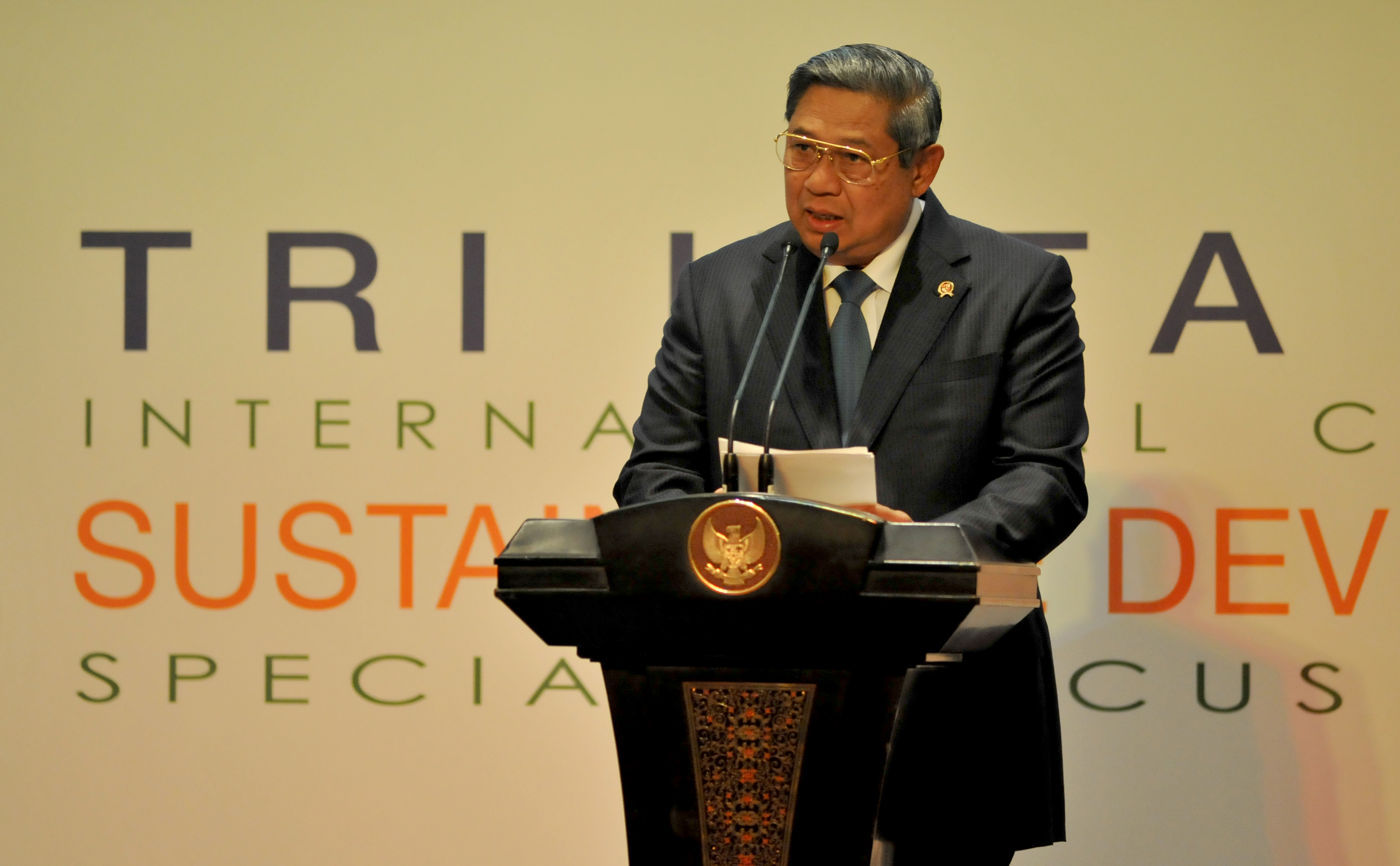
Az ENSZ Fenntartható Fejlődési Megoldások Hálózatának "Chapter Indonesia" elindítása

A globális kérdések kezelése valóban nehéz, mivel globális megoldásokat igényelnek. Azonban a létező globális szervezetek (pl. ENSZ, WTO és mások) nem rendelkeznek elegendő eszközzel a problémák hatékony kezelésére. Például nem rendelkeznek megfelelő szankcionálási mechanizmusokkal a meglévő globális szabályozások érvényesítésére. Egyes intézmények nem élveznek univerzális elfogadottságot. Ilyen példa a Nemzetközi Büntetőbíróság. Továbbá, az ő céljaik nem mindig illeszkednek egymáshoz (például UNEP, UNDP és WTO), és egyesek nepotizmussal és rossz gazdálkodással vádolják őket.
Multilaterális nemzetközi megállapodások, szerződések és kormányközi szervezetek (IGOs) további kihívásokkal szembesülnek, amelyek akadályozzák a fenntarthatóságot. Gyakran ezek az egyezmények önkéntes vállalásokra építenek. Egy példa erre a nemzeti szinten meghatározott hozzájárulások (NDC-k) a klímaintézkedések terén. Előfordulhat, hogy nincs megfelelő végrehajtás a meglévő nemzeti vagy nemzetközi szabályozásokra. Ezen kívül szabályozási hiányosságok is lehetnek a nemzetközi szereplők, például a multinacionális vállalatok esetében. A globális szervezetek egyes kritikusai azt állítják, hogy azok nem rendelkeznek legitimációval és nem demokratikusak. Ilyen intézmények, amelyek ilyen kritikákkal szembesülnek, többek között a WTO, az IMF, a Világbank, az UNFCCC, a G7, a G8 és az OECD.

## A nem kormányzati szereplők válaszai

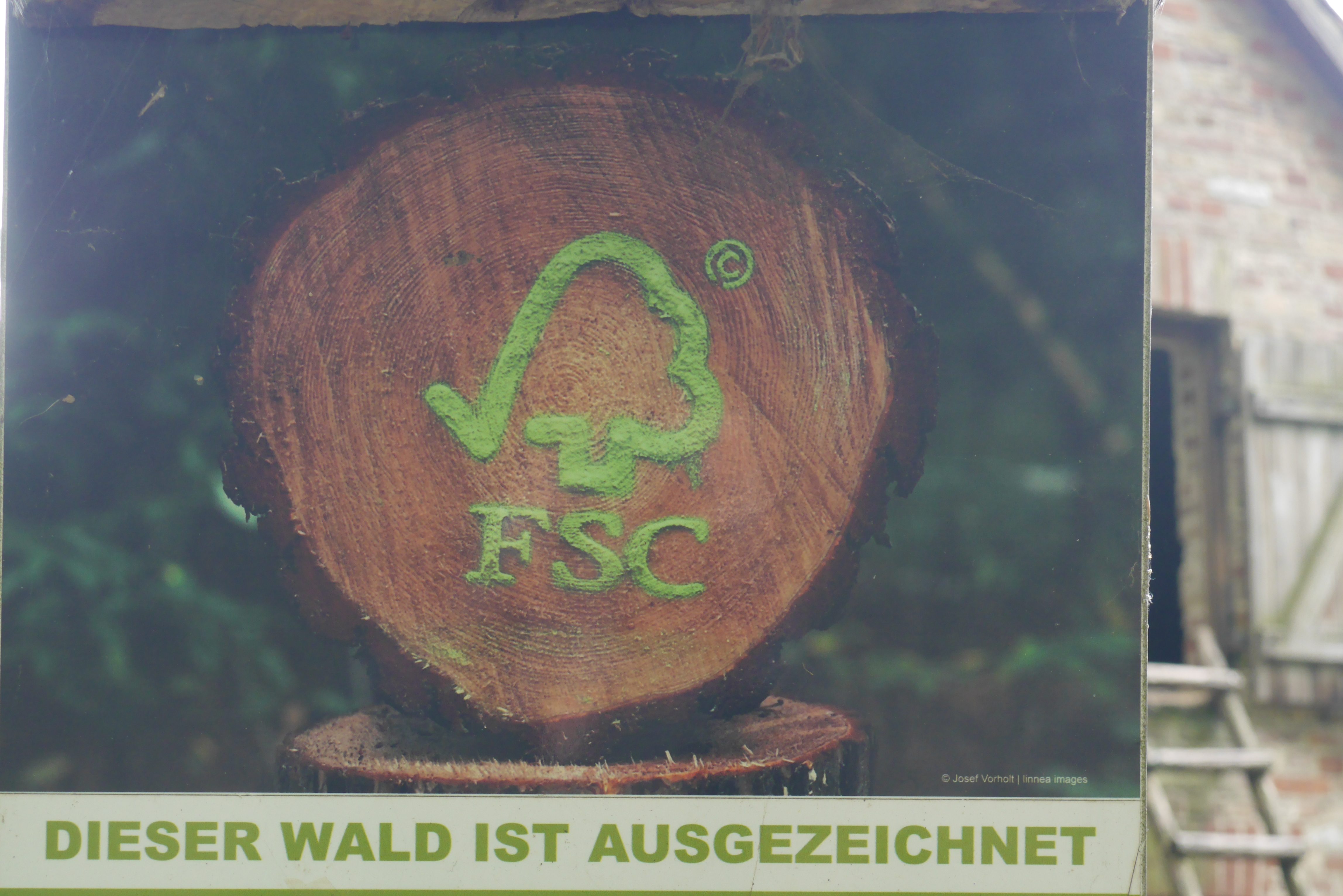
A Forest Stewardship Council (FSC) pecsét a faipari termékeken arra szolgál, hogy jelezze a fa fenntartható kitermelését (egy németországi erdőben).

A fenntartható üzleti gyakorlatok ötvözik az ökológiai, társadalmi és gazdasági szempontokat. Egy ilyen megközelítés számviteli kerete az „emberek, bolygó és profit” kifejezést használja. Ennek a megközelítésnek a neve a „háromszoros eredmény” (triple bottom line). A körkörös gazdaság egy kapcsolódó fogalom. Ennek célja, hogy elválassza a környezeti terhelést a gazdasági növekedéstől.
A fenntarthatóság iránti növekvő figyelem számos szervezet létrejöttét eredményezte. Ilyenek például a Society for Organizational Learning Fenntarthatósági Konzorciuma, a Fenntartható Üzleti Intézet és a Fenntartható Fejlődésért Világgazdasági Tanács. Az ellátási lánc fenntarthatósága a termékek környezeti és emberi hatásait vizsgálja az ellátási láncban. Figyelembe veszi, hogyan haladnak a termékek a nyersanyagbeszerzéstől a gyártáson, tároláson és szállításon keresztül, valamint minden szállítási kapcsolatot az úton.

### Vallási közösségek
A vallási vezetők hangsúlyozták a természet védelmének és a környezeti fenntarthatóságnak a fontosságát. 2015-ben több mint 150 vallási vezető adott ki közös nyilatkozatot az ENSZ Klímacsúcsán Párizsban. Ezzel megerősítették a 2014-es New York-i Vallásközi Csúcstalálkozón tett nyilatkozatot:
Mint különböző vallási hagyományok és hitrendszerek képviselői, egyesülünk, hogy kifejezzük mély aggodalmunkat a klímaváltozás következményei miatt a Földre és annak lakóira, akik mindannyian, ahogyan vallásaink is tanítják, közös gondoskodásunkra vannak bízva. A klímaváltozás valóban életveszélyt jelent, egy értékes ajándék, amelyet kaptunk, és amelyért felelősséggel kell gondoskodnunk.

### Magánszemélyek
Az egyének is élhetnek fenntarthatóbb módon. Megváltoztathatják életmódjukat, gyakorolhatják az etikus fogyasztást, és elfogadhatják a takarékosságot. Ezek a fenntartható életmódbeli megközelítések a városokat is fenntarthatóbbá tehetik. Ezt a beépített környezet megváltoztatásával érik el. Ilyen megközelítések közé tartozik a fenntartható közlekedés, a fenntartható építészet és a nulla kibocsátású lakások. A kutatás segíthet azonosítani azokat a fő problémákat, amelyekre összpontosítani kell. Ezek közé tartozik a repülés, a hús- és tejtermékek fogyasztása, az autóvezetés és a háztartási önellátás. A kutatás megmutathatja, hogyan lehet olyan kultúrákat kialakítani, amelyek az önellátást, a gondoskodást, a szolidaritást és az egyszerűséget helyezik előtérbe.
Néhány fiatal aktív szerepvállalással, peres eljárások és helyszíni erőfeszítések révén dolgozik a fenntarthatóság előmozdításán. Különösen igaz ez a klímavédelmi intézkedések területén.

## Értékelések és reakciók

### Lehetséges a megvalósítás?
A tudósok különböző szempontokból bírálták a fenntarthatóság és a fenntartható fejlődés fogalmait. Az egyik kritikus Dennis Meadows volt, aki a Club of Rome első jelentésének egyik szerzője, amely "A növekedés határai" címmel jelent meg. Meadows azt állította, hogy sokan félrevezetik magukat a Brundtland-féle fenntarthatóság-definíció alkalmazásával. Ennek oka, hogy a jelenlegi generáció igényei valójában nincsenek kielégítve ma, mivel a jelenlegi szükségletek kielégítésére irányuló gazdasági tevékenységek csökkenteni fogják a jövő generációk lehetőségeit. Egy másik kritika az, hogy a fenntarthatóság paradigmája már nem alkalmas a társadalmi átalakulás iránytűjeként, mivel a társadalmak "szociálisan és ökológiailag önpusztító fogyasztói társadalmak".
Néhány tudós még a fenntarthatóság fogalmának végét is hirdette. Ennek oka, hogy az embereknek ma már jelentős hatásuk van a Föld éghajlati rendszerére és ökoszisztémáira. Lehet, hogy ezek a komplex, radikális és dinamikus problémák miatt lehetetlenné válik a fenntarthatóság követése. Mások a fenntarthatóságot egy utópisztikus eszménynek nevezték: "Meg kell tartanunk a fenntarthatóságot eszményként; egy eszményt, amelyet talán soha nem érhetünk el, amely utópisztikus lehet, de mégis szükséges.

### Bizonytalanság
A kifejezést gyakran kisajátítják, így elveszítheti jelentését. Az emberek különféle dolgokra használják, például a bolygó megmentésétől kezdve a hulladék újrahasznosításáig. Egy konkrét definíció talán soha nem lesz lehetséges, mivel a fenntarthatóság egy olyan fogalom, amely normatív struktúrát biztosít. Ez leírja, hogy az emberi társadalom mit tart jónak vagy kívánatosnak.
Néhányan azonban azt állítják, hogy bár a fenntarthatóság homályos és vitatott, nem értelmetlen. Bár nincs egyetlen, mindenkire érvényes definíciója, ez a fogalom mégis hasznos. A tudósok arra is rámutattak, hogy a fenntarthatóság homályossága valójában felszabadító lehet. Ennek oka, hogy ez azt jelenti, hogy „a fenntarthatóság alapvető célja (a kívánatos állapotok fenntartása vagy javítása [...]) rugalmasabban követhető”.

### Zavartság és "zöldmosás" (greenwashing)
A fenntarthatóságot gyakran a „divatszó” kategóriájába sorolják. Előfordul, hogy a fenntarthatóság és a fenntartható fejlődés fogalmait az emberek olyan módon használják, amelyek eltérnek attól, ahogyan általában értelmezik őket. Ennek következményeként zűrzavar és bizalmatlanság alakulhat ki. Éppen ezért fontos, hogy egy adott helyzetben világosan kifejezzük, hogyan értelmezzük és használjuk ezeket a kifejezéseket.
A "zöldmosás" egy megtévesztő marketinggyakorlat. Ez akkor történik, amikor egy vállalat vagy szervezet félrevezető információkat közöl egy termék, politika vagy más tevékenység fenntarthatóságáról. A befektetők is óvatosak ezzel a problémával, mivel ez kockázatot jelent számukra. Az öko-címkék megbízhatósága is kétséges lehet egyes esetekben. Az öko-címkézés egy önkéntes módszer, amely a környezeti teljesítmény tanúsítására és címkézésére szolgál élelmiszerek és fogyasztói termékek esetében. A legmegbízhatóbb öko-címkék azok, amelyekben minden releváns érdekelt fél szoros együttműködésével dolgoztak ki.

## Fordítás
Ez a szócikk részben vagy egészben  a   Sustainability című angol Wikipédia-szócikk ezen változatának fordításán alapul.  Az eredeti cikk szerkesztőit annak laptörténete sorolja fel. Ez a jelzés csupán a megfogalmazás eredetét és a szerzői jogokat jelzi, nem szolgál a cikkben szereplő információk forrásmegjelöléseként.